# Europees kampioenschap voetbal 2020 (achtste finale) Frankrijk - Zwitserland
Dit artikel gaat over de wedstrijd in de achtste finales tussen Frankrijk en Zwitserland die gespeeld werd op maandag 28 juni 2021 in de Arena Națională te Boekarest tijdens het Europees kampioenschap voetbal 2020. Het duel was de 42ste wedstrijd van het toernooi en de 6de van de knock-outfase. Zwitserland bereikte na een strafschoppenserie de kwartfinales, Frankrijk werd uitgeschakeld.

## Voorafgaand aan de wedstrijd
- Frankrijk stond bij aanvang van het toernooi op de tweede plaats van de FIFA-wereldranglijst.[1] Enkel eveneens EK-deelnemer België was hoger gerangschikt op die lijst. Zwitserland was op de dertiende plaats terug te vinden.[2] Zwitserland kende acht Europese landen en EK-deelnemers met een hogere positie op die ranglijst.
- Frankrijk en Zwitserland troffen elkaar voorafgaand aan deze wedstrijd al 38 keer. Frankrijk won zestien van die wedstrijden, Zwitserland zegevierde twaalf keer en elfmaal eindigde het duel onbeslist. Deze landen ontmoetten elkaar in de groepsfases van het EK 2004 (1–3 zege Frankrijk), het WK 2006 (0–0), het WK 2014 (2–5 zege Frankrijk) en het EK 2016 (0–0).
- Voor Frankrijk was dit haar tiende deelname aan een EK-eindronde en de achtste achtereenvolgende. Acht keer eerder bereikte Frankrijk de knock-outfase. Zwitserland nam voor een vijfde maal deel aan een EK-eindronde en voor een tweede op een rij. Eén keer eerder bereikte Zwitserland de knock-outfase.
- Frankrijk werd met vijf punten groepswinnaar in groep F, boven Duitsland, Portugal en Hongarije. Zwitserland plaatste zich voor de achtste finales met vier punten en een derde plaats in groep A, achter Italië en Wales en boven Turkije.

## Wedstrijdgegevens[3]
| Datum                  | 28 juni 2021                                                                                            | 28 juni 2021                                                                                            |
| Aftrap                 | 21:00 uur                                                                                               | 21:00 uur                                                                                               |
| Wedstrijdnummer        | 42 | 42 |
| Stadion                | Arena Națională, Boekarest                                                                              | Arena Națională, Boekarest                                                                              |
| Toeschouwers           | 22.642                                                                                                  | 22.642                                                                                                  |
| Scheidsrechter         | Fernando Rapallini                                                                                      | Fernando Rapallini                                                                                      |
| Assistenten            | Juan Pablo Belatti Diego Yamil Bonfa                                                                    | Juan Pablo Belatti Diego Yamil Bonfa                                                                    |
| Vierde official        | Bartosz Frankowski                                                                                      | Bartosz Frankowski                                                                                      |
| Videoscheidsrechters   | Juan Martínez Munuera Alejandro Hernández (assistent) Iñigo (assistent) Massimiliano Irrati (assistent) | Juan Martínez Munuera Alejandro Hernández (assistent) Iñigo (assistent) Massimiliano Irrati (assistent) |
| Man van de wedstrijd   | Granit Xhaka                                                                                            | Granit Xhaka                                                                                            |
|                        | Frankrijk                                                                                               | Zwitserland                                                                                             |
| Doelpunten             | 3 | 3 |
| Gele kaarten           | 3 | 4 |
| Rode kaarten           | 0 | 0 |
| Wissels                | 4 | 6 |
| Schoten op doel        | 8 | 5 |
| Schoten naast doel     | 13 | 6 |
| Overtredingen          | 14 | 13 |
| Hoekschoppen           | 8 | 5 |
| Buitenspel             | 1 | 1 |
| Passnauwkeurigheid (%) | 89 | 86 |
| Balbezit (%)           | 53 | 48 |

| Frankrijk | 3 – 3 (4–5 n.s.) | Zwitserland |
| (Kylian Mbappé) Karim Benzema 57' Karim Benzema 59' Paul Pogba 75' | goals (assist)   | 15' Haris Seferović (Steven Zuber) 55' (pen.) Ricardo Rodríguez 81' Haris Seferović (Kevin Mbabu) 90' Mario Gavranović (Granit Xhaka)                                             |
| Paul Pogba Olivier Giroud Marcus Thuram Presnel Kimpembe Kylian Mbappé | strafschoppen    | Mario Gavranović Fabian Schär Manuel Akanji Ruben Vargas Presnel Kimpembe |
| Didier Deschamps | bondscoach       | Vladimir Petković |
| Hugo Lloris Benjamin Pavard Raphaël Varane Clément Lenglet 46' Presnel Kimpembe Adrien Rabiot Paul Pogba N'Golo Kanté Antoine Griezmann 88' Karim Benzema 94' Kylian Mbappé | opstellingen     | Yann Sommer 73' Silvan Widmer Nico Elvedi Manuel Akanji 87' Ricardo Rodríguez 79' Steven Zuber Remo Freuler Granit Xhaka 73' Xherdan Shaqiri 97' Haris Seferović 79' Breel Embolo |
| Kingsley Coman 46' 111' Moussa Sissoko 88' Olivier Giroud 94' Marcus Thuram 111'                                                                                            | wissels          | 73' Mario Gavranović 73' Kevin Mbabu 79' Christian Fassnacht 79' Ruben Vargas 87' Admir Mehmedi                                                                                   |
| Raphaël Varane 30' Kingsley Coman 88' Benjamin Pavard 92' | gele kaarten     | 32' Nico Elvedi 62' Ricardo Rodríguez 76' Granit Xhaka 108' Manuel Akanji |
| | rode kaarten     | |